# Gare d'Appilly
La gare d'Appilly est une gare ferroviaire française de la ligne de Creil à Jeumont, située sur le territoire de la commune d'Appilly, dans le département de l'Oise, en région Hauts-de-France.
C'est une halte de la Société nationale des chemins de fer français (SNCF), desservie par des trains régionaux du réseau TER Hauts-de-France.

## Situation ferroviaire
Établie à 47 m d'altitude, la gare d'Appilly est située au point kilométrique (PK) 115,272 de la ligne de Creil à Jeumont, entre les gares ouvertes de Noyon et de Chauny. La gare dispose de deux quais latéraux: le quai 1 mesure 133 m, et le quai 2: 200 m.

## Histoire
En 2009, la fréquentation de la gare était de 4 voyageurs par jour.

## Service des voyageurs

### Accueil
Halte SNCF, c'est un point d'arrêt non géré (PANG) qui dispose de deux quais avec abris.

### Desserte
Appilly est desservie par des trains TER Hauts-de-France (ligne Compiègne – Saint-Quentin).

### Intermodalité
La desserte est complétée par une offre en taxi TER.

## Patrimoine ferroviaire
L'ancien bâtiment voyageurs n'est plus affecté au service ferroviaire, et a été reconverti en salle des fêtes par la commune d'Appilly.